# Bascuñana de San Pedro
Bascuñana de San Pedro é um município da Espanha, na província de Cuenca, comunidade autônoma de Castela-Mancha. Tem 19,62 km² de área e em 2021 tinha 20 habitantes (densidade: 1 hab./km²). Limita com os municípios de Cuenca, Sotorribas e Villar de Domingo García.